# Fortino di Mazzallakkar
A ridosso delle acque del lago Arancio, nel territorio di  Sciacca, si possono individuare i ruderi di un fortino costruito probabilmente dagli Arabi e chiamato Fortino di Mazzallakkar.
Esso si trova nella zona dei Mulini, chiamata così per la presenza di diversi mulini funzionanti grazie alle acque di Rincione, tra la collina Castellazzo e la Torre Cellaro che si estende nella parte bassa del territorio di Sambuca di Sicilia.

## Storia
La sua costruzione fu realizzata nello stesso periodo in cui gli Arabi stavano fondando Zabut (Sambuca) e cioè successivo all'830. Probabilmente si trattava di un avamposto per difendere il territorio attorno al castello di Zabut.
Fino agli anni cinquanta, anche se adibito al ricovero di greggi e armenti, il fortino si trovava in ottime condizioni. In seguito alla costruzione della diga Carboj resta sommerso parzialmente dalle acque del lago Arancio per almeno sei mesi all'anno.

## Caratteristiche
Il fortino ha una forma quadrangolare; in ogni angolo si eleva un torrione di forma circolare, coperto da una cupoletta in pietra calcarea con un ornato cuspidale che forse fu a forma di fiamma o di mezza luna.
I torrioni sono dotati di feritoie e l'altezza delle mura raggiunge circa 4 metri. 

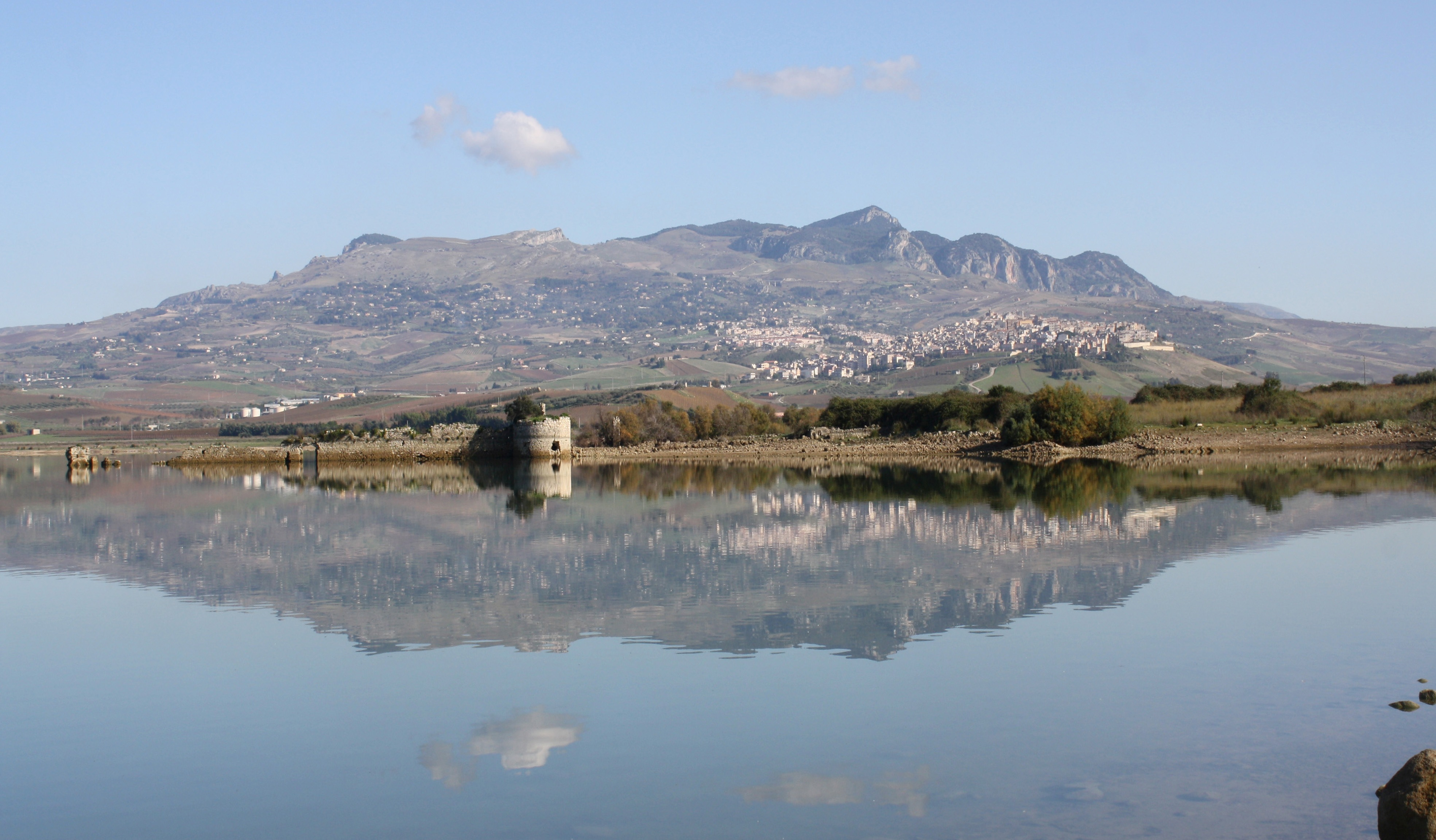
I ruderi di Mazzallakkar a ridosso del lago Arancio; sullo sfondo, il centro abitato di Sambuca di Sicilia e monte Genuardo (foto di Ennio Gurrera)

Le escursioni termiche e le depressioni idro-geologiche stanno distruggendo irrimediabilmente questo capolavoro storico e architettonico, unico in tutta la Sicilia.